# Ilse van der Meijden
Ilse van der Meijden (Baarn, 22 oktober 1988) is een Nederlandse waterpolospeelster. Ze is keepster en speelt rechtshandig.
Clubs
In 1998 begon ze met waterpolo bij BZC Brandenburg. In het seizoen 2009-2010 speelde ze voor het Italiaanse Yamamay Varese. Hiermee degradeerde ze uit de Serie A. Een seizoen daarvoor kwam ze in Los Angeles (USA) uit voor het universiteitsteam de Trojans USC. Hierna keerde ze terug naar BZC Brandenburg. Vanaf het seizoen 2011-2012 lag ze onder de lat bij UZSC. In haar loopbaan is ze 2x geopereerd aan haar schouders en heeft ze beide keren een comeback gemaakt.  
Nationaal Team
Van der Meijden deed mee aan het Wereldkampioenschappen van 2007 in Melbourne, Australië. Haar olympische debuut maakte ze in 2008 op de Olympische Spelen van Peking. Na een zinderende finale tegen Verenigde Staten wonnen de Nederlandse dames olympisch goud.
Tijdens de Wereldkampioenschappen in Shanghai (China) eindigde het Nederlands team op de zevende plaats. Van der Meijden heeft hierna langdurig last van haar schouder. Ze is pas enkele weken voor het Europees Kampioenschap weer volledig in training. Tijdens de Europese Kampioenschappen in Eindhoven kwam het team niet verder dan een zesde plaats.
Trainer
Na het seizoen 2013-2014 Is van der Meijden gestopt op het hoogste niveau en begonnen als coach/trainer bij de startgemeenschap van HZC De Robben en  BZC Brandenburg. Daarvoor gaf ze ook al begeleiding bij WOC Talent Centraal.

## Palmares

### Nederlands team
- 2003: 4e EJK Nederland
- 2004:  Europees Jeugdkampioenschap Bari (Italië)
- 2004: 7e WJK Calgary (Canada)
- 2005: 5e WJK Perth (Australië)
- 2006:  Europees Jeugdkampioenschap Kirishi (Rusland)
- 2006: 6e EK Belgrado (Servië)
- 2007: 9e WK Melbourne (Australië)
- 2008: 5e EK Málaga (Spanje)
- 2008:  Olympische Spelen van Peking (China)
- 2009: 5e WK Rome (Italië)
- 2010:  EK Zagreb (Kroatië)
- 2011: 7e WK Shanghai (China)
- 2012: 6e EK Eindhoven (Nederland)

### Individuele prijzen
- Beste keepster van het toernooi (EJK): 2004, 2006
- All Star Team (WJK): 2005